# Mühlheim am Inn
Mühlheim am Inn  ist eine Gemeinde in Oberösterreich im Bezirk Ried im Innkreis  im Innviertel mit 694 Einwohnern (Stand 1. Jänner 2024). Die Gemeinde liegt im Gerichtsbezirk Ried im Innkreis.

## Geografie
Mühlheim am Inn liegt auf 343 m Höhe im Innviertel. Die Ausdehnung beträgt von Nord nach Süd 3,7 km, von West nach Ost 4,9 km.  Die Gesamtfläche beträgt 10,9 km². 15,7 % der Fläche sind bewaldet, 64,8 % der Fläche sind landwirtschaftlich genutzt.

### Gemeindegliederung
Das Gemeindegebiet umfasst folgende Ortschaften (in Klammern Einwohnerzahl Stand 1. Jänner 2024):
- Gimpling (72)
- Mühlheim am Inn (528)
- Niederach (29)
- Stötting (65)

### Nachbargemeinden
|                       | Rotthalmünster                              |                  |
| Mining (BR)           | Kompassrose, die auf Nachbargemeinden zeigt | Kirchdorf am Inn |
| Weng im Innkreis (BR) | Altheim (BR)                                | Geinberg         |

## Geschichte
Seit Gründung des Herzogtums Bayern war das Gebiet um Mühlheim bayerisch.
Die Geschichte der heutigen Gemeinde ist eng mit der Geschichte des Schlosses Mühlheim verbunden. Dieses war ursprünglich eine Wasserburg und wurde bereits 1120 in einer Urkunde des Stiftes St. Nikola in Passau erwähnt. Sie war Stammsitz der Mulhamer, von denen als erster Macelinus de Mulham genannt wird. Im Jahr 1383 kommt die Burg in den Besitz von Wolfgang Trachselhamer. In diesem Jahr bestand bereits eine Kirche. Der Pfarrer Janns von Freistatt beschreibt diese als „Kirche Mühlheim zu Unserer Lieben Frau“.
Das Schloss kommt im Jahr 1417 an die Familie der Taimer (Thuemair). Sie standen im Dienst der Passauer Bischöfe und konnten 1556 die niedere Gerichtsbarkeit erwerben. In dieser Zeit wurde auch die Marienkirche im spätgotischen Stil neu gebaut.
Nach mehreren Besitzerwechseln erbte 1624 Friedrich von Rhelling die baufällige Burg. Er ließ sie 1636 abtragen und errichtete an ihrer Stelle ein Schloss. Seine Witwe verkaufte Schloss und Hofmark im Jahr 1693 an Carl Franz Anton Graf von Safré. Es folgten verschiedene Familien als Besitzer, bis das Gebäude 1850 niederbrannte. Das Schloss wurde 1898/99 aus den verwendbaren Teilen des alten Baus neu errichtet, 1982 renoviert und befindet sich heute in Privatbesitz.
Nachdem die Kirche jahrhundertelang Filialkirche von Altheim war, wurde sie 1781 eine Expositur und 1899 eine eigenständige Pfarre.
Mühlheim war bis 1779 bayrisch und kam nach dem Frieden von Teschen mit dem Innviertel (damals 'Innbaiern') zu Österreich. Der Untere Inn, der bis dahin in erster Linie ein Handelsweg innerhalb Bayerns gewesen war, wurde damit zum Grenzfluss zwischen dem Kurfürstentum Bayern und Österreich ob der Enns.  Während der Napoleonischen Kriege wieder kurz bayrisch, gehört Mühlheim  seit 1816 (Vertrag von München) endgültig zu Oberösterreich.

### Einwohnerentwicklung
1991 hatte die Gemeinde laut Volkszählung 669 Einwohner, 2001 dann 649 Einwohner. Die Abnahme erfolgte trotz positiver Geburtenbilanz, da die Abwanderung stärker war. Von 2001 bis 2011 waren Geburtenbilanz und Wanderungsbilanz negativ, sodass die Bevölkerungszahl auf 629 Personen sank.

## Kultur und Sehenswürdigkeiten
- Schloss Mühlheim

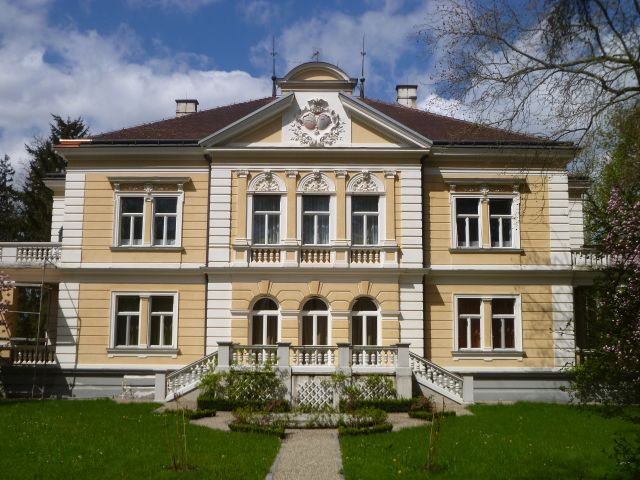
Schloss Mühlheim

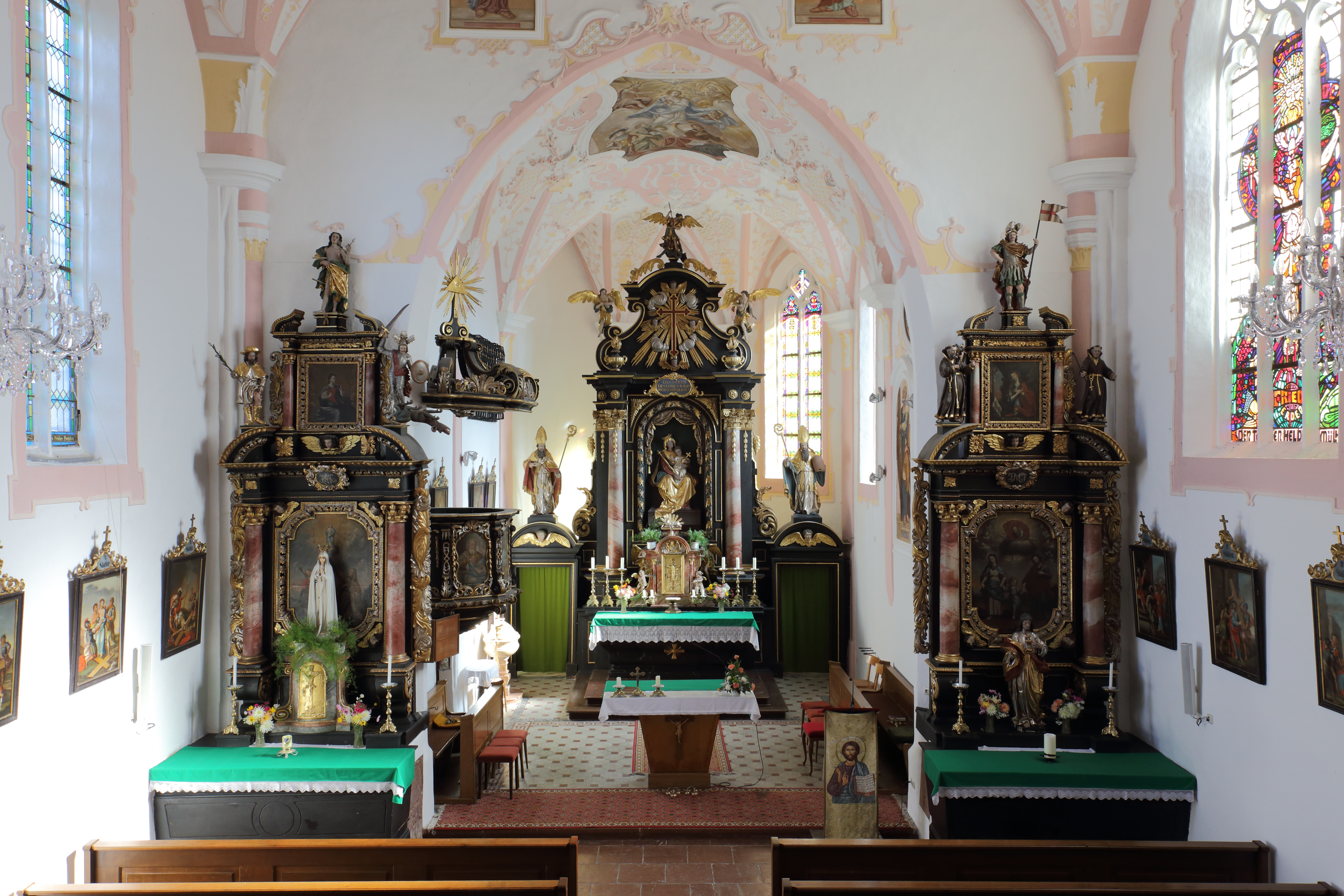
Hochaltar und die Seitenaltäre der Pfarrkirche Mühlheim am Inn

- Katholische Pfarrkirche Mühlheim am Inn Mariä Himmelfahrt: Der gotische Sakralbau um 1500 mit einem Westturm, einem einschiffigen, dreijochigen Langhaus und einem eingezogenen, niedrigeren Chor. Im zweiten Viertel des 18. Jahrhunderts wurde an beiden gotischen Gewölben (Langhaus, Chor) die Rippen entfernt und man verzierte das Gewölbe mit Fresken sowie Stuck. Der Hochaltar (vermutlich Anfang des 19. Jahrhunderts), die beiden Seitenaltäre (um 1670/80) und die Kanzel (um 1720) haben barocke Formen.

## Wirtschaft und Infrastruktur

### Wirtschaftssektoren
Im Jahr 2010 gab es 25 landwirtschaftliche Betriebe in Mühlheim. Davon wurden zwölf im Haupt- und dreizehn im Nebenerwerb geführt. Die Haupterwerbsbauern bewirtschafteten mehr als drei Viertel der Flächen. Im Produktionssektor arbeiteten 38 Erwerbstätige, 22 im Bereich Herstellung von Waren, zwölf im Baugewerbe und vier im Bergbau. Die wichtigsten Arbeitgeber für die 47 Beschäftigten im Dienstleistungssektor waren die Bereiche soziale und öffentliche Dienste, freiberufliche Tätigkeiten und der Handel.

### Berufspendler
Von den 330 Erwerbstätigen, die 2011 in Mühlheim wohnten, arbeiteten 56 in der Gemeinde, mehr als achtzig Prozent pendelten aus.

## Politik

### Gemeinderat
Der Gemeinderat hat 13 Mitglieder.
- Mit den Gemeinderats- und Bürgermeisterwahlen in Oberösterreich 1997 hatte der Gemeinderat folgende Verteilung: 5 ÖVP, 5 SPÖ und 3 FPÖ.
- Mit den Gemeinderats- und Bürgermeisterwahlen in Oberösterreich 2003 hatte der Gemeinderat folgende Verteilung: 6 ÖVP, 5 SPÖ und 2 FPÖ.
- Mit den Gemeinderats- und Bürgermeisterwahlen in Oberösterreich 2009 hatte der Gemeinderat folgende Verteilung: 5 ÖVP, 5 SPÖ und 3 FPÖ.
- Mit den Gemeinderats- und Bürgermeisterwahlen in Oberösterreich 2015 hatte der Gemeinderat folgende Verteilung: 5 SPÖ, 4 ÖVP und 4 FPÖ.
- Mit den Gemeinderats- und Bürgermeisterwahlen in Oberösterreich 2021 hat der Gemeinderat folgende Verteilung: 6 ÖVP, 4 SPÖ und 3 FPÖ.[10][11]

### Bürgermeister
Bürgermeister seit 1895 waren:
- 1895–1905 Johann Eiblmayr
- 1905–1907 Jakob Gradinger
- 1907–1910 Ferdinand Grahamer
- 1910–1913 Jakob Gradinger
- 1913–1919 Christian Sieglhuber
- 1919–1924 Franz Katzlberger
- 1924–1938 Michael Stranzinger
- 1938–1945 (Mühlheim war bei Geinberg)
- 1945–1946 Josef Stranzinger
- 1946–1949 Matthias Paischer
- 1949–1961 Heinrich Grahamer
- 1961–1968 Johann Strasser
- 1968–1973 Rudolf Hatheier
- 1973–1979 Georg Ranftl
- 1979–1985 Johann Strasser
- 1985–1996 Georg Ranftl
- 1996–2015 Johann Strasser (ÖVP)
- 2015–2021 Franz Schöberl (SPÖ)
- seit 2021 Josef Anton Berger (ÖVP)

### Wappen
Offizielle Beschreibung des Gemeindewappens: Unter goldenem Schildhaupt, darin drei blaue, sechsstrahlige Sterne, in Blau eine silberne Schiffmühle mit rotem Mühlrad. Die Gemeindefarben sind Rot-Weiß-Blau.
Das Wappen wurde 1974 verliehen. Das Haupt mit den drei Sternen ist dem Wappen der Thuemair entnommen, die im Mittelalter eine wichtige Rolle spielten. Die Schiffsmühle steht für die Lage am Inn und erinnert an das alte Gewerbe.

## Persönlichkeiten

### Ehrenbürger der Gemeinde
- Ferdinand Grahamer (1857–1936), Bauer und Politiker

### Söhne und Töchter der Gemeinde
- Alois Dorn (1908–1985), Bildender Künstler